# 汪尚寧
汪尚寧（1509年—1578年），字廷德，號周潭，直隸徽州府歙縣人，匠籍，明朝政治人物。

## 生平
初姓程。嘉靖七年（1528年）戊子科應天府鄉試第四名。嘉靖八年（1529年）聯捷己丑科會試第三十二名，第三甲第一百三十七名進士，二十一年官兖州府知府，歷官雲南左布政使，三十三年（1554年）五月升南京光禄寺卿，十二月升都察院右副都御史、巡撫南贑汀漳，三十五年三月被掌吏部事大学士李本弹劾，去职閑住。

## 著作
有《广资录》、《事物图说》、《四书晚钞》、《周潭集》。嘉靖四十五年（1566年）《徽州府志》，何东序修，汪尚宁纂。

## 家族
曾祖程永恭；祖父程壽祥；父程世勳。母汪氏。重庆下。